# Período Nanboku-chō
O período Nanboku-chō (南北朝時代, Nanbokuchō-jidai, , conhecido também como a era das Cortes Hokuchō e Nanchō) é um período da história do Japão, que abarcou de 1336 até 1392, nos primeiros anos do período Muromachi. Neste período, estiveram em conflito duas Cortes Imperiais, a do Norte (Hokuchō), estabelecida pelo Shogun Ashikaga Takauji e proclamando o Imperador Kōmyō em Quioto, e a do Sul (Nanchō), estabelecida pelo Imperador Go-Daigo em Yoshino.
Durante o conflito, a Corte do Sul tentou ocupar a capital da Corte do Norte, que eram apoiados pelo xogunato Ashikaga, em várias ocasiões durante um período de 50 anos, porém este objetivo causou um desgaste rápido nas forças do sul.
Finalmente, em 1392, o Imperador Go-Kameyama da Corte do Sul, buscou a reconciliação das partes e decidiu abdicar em favor do Imperador Go-Komatsu da Corte do Norte. Após esta reunificação, a linhagem da Corte do Norte se perpetuou no poder e deslegitimou a linhagem da Corte do Sul; porém, em 1911 a linhagem do sul foi reconhecida como legítima e a do norte como pretendentes, pelo fato de Go-Daigo ter levado consigo as Relíquias Sagradas e estas terem permanecido com seus descendentes durante o conflito.

## Imperadores da Corte do Sul (legítimos)
- Imperador Go-Daigo (1318 – 1339)
- Imperador Go-Murakami (1339 – 1368)
- Imperador Chōkei (1368 – 1383)
- Imperador Go-Kameyama (1383 – 1392)

## Imperadores da Corte do Norte (pretendentes)
- Imperador Kōgon (1331 – 1333)
- Interregno (1333 – 1336)
- Imperador Kōmyō (1336 – 1348)
- Imperador Sukō (1348 – 1351)
- Interregno (1351 – 1352)
- Imperador Go-Kōgon (1352 – 1371)
- Imperador Go-En'yū (1371 – 1382)
- Imperador Go-Komatsu (1382 – 1412, legítimo de 1392)